# Erwin Respondek
Erwin Respondek, né le 26 octobre 1894 en Haute-Silésie à Königshütte (maintenant Chorzów, en Pologne) et mort le 17 décembre 1971 à Berlin en RFA, était un économiste, un homme politique et un résistant allemand au national-socialisme.

## Biographie
Erwin Respondek est le fils d'une famille catholique et bourgeoise de Haute-Silésie. Ses ancêtres ont été persécutés comme huguenots, ont émigré et se sont installés sous le règne tolérant de Frédéric le Grand en Prusse dans la région de Haute-Silésie. Convertis au catholicisme ils ont changé leur patronyme d'origine Répond' en Respondek. 
Le jeune Erwin fréquente l'école de Goethe à Wilmersdorf. En 1914 il devient stagiaire dans une banque puis entre dans une école de commerce d'où il sort diplôme en poche. En 1915 pendant la Première Guerre mondiale, il fait partie d'une unité de reconnaissance. Malade il quitte le front et est transféré à Darmstadt. Pour sa compétence en matière économique, il travaille au ministère prussien de la Guerre, puis en 1916 devient expert au trésor impérial. En 1917 après avoir assisté à des conférences à l'université de Berlin il présente sa thèse consacrée à l'économie de guerre de la France de 1914 à 1916. En 1918 il épouse Charlotte Neumann.
En 1919 il acquiert une certaine renommée en dénonçant dans une brochure largement diffusée dans le pays, la « politique stupide » des Français et des Anglais sur les réparations de guerre imposées aux Allemands dans le cadre du traité de Versailles. Parallèlement à son emploi au ministère des Finances du Reich, il donne des conférences à l'Université de Berlin. En 1921 il quitte le ministère des Finances et entre au ministère des Affaires étrangères. Il prépare les textes des accords commerciaux et des rapports d'expertise sur la politique de réparation de guerre et sur la politique économique promue à la Société des Nations. Fin 1923 il reçoit pour services rendus le titre de consul honoraire. E. Respondek tisse et garde des liens étroits avec des grands dirigeants industriels allemands comme Carl Friedrich von Siemens, Carl Bosch, Carl Duisberg. Hermann Büchler, quand il devint président de la Fédération des industries allemandes, prit E. Respondek comme collaborateur en tant qu'expert notamment pour l'entreprise IG Farben.
En 1932 et 1933 E. Respondek fut député du Zentrum au Reichstag. Catholique pratiquant, il n'adhère pas au programme nazi mais vote la loi d'habilitation de 1933. 
En 1938 la crise des Sudètes l'incite à prendre des contacts avec les mouvements de résistance allemands au national-socialisme. Par l'intermédiaire du jésuite Hermann Muckermann il entre en contact avec Franz Halder chef d'état-major de l'armée de terre. Selon son biographe John Van H Dippel, E. Respondek, après 1933, aurait incité des milliers de Juifs à émigrer pour fuir l'Allemagne nazie. Pendant la Seconde Guerre mondiale, en tant qu'expert financier, il collabore au plan de fabrication de monnaie pour les Territoires de l'Est. C'est ainsi qu'il comprend, dès 1940, le projet d'Hitler d'envahir l'URSS pour l'année 1941. En janvier il informe Sam Woods, attaché commercial à l'ambassade des États-Unis à Berlin, du plan d'invasion de l'URSS. Sam Woods transmit au département d'État un rapport d'E. Respondek sur les plans politique, économique et stratégiques du gouvernement nazi. Il a notamment transmis des informations (avec l'aide de Wilhelm Ferdinand Kalle qui travaillait chez IG Farben) avec lesquelles les américains, mais aussi par l'intermédiaire de la société Du Pont qui avait des contacts avec l'Allemagne nazie dans le cadre d'un cartel de la chimie, pouvaient être au courant de la fabrication des gaz par IG Farben. Grâce à la caution morale apportée par l'ex-chancelier du Reich Heinrich Brüning, exilé en Amérique, E. Respondek fut classé comme étant une source sûre, mais ses efforts ne furent pas reconnus ni récompensés.

## Articjes connexes
- Jan Karski
- Oskar Schindler
- Bernard Goldstein
- Hannah Arendt
- Margarete Buber-Neumann